# Rio Sonso
O rio Sonso é um afluente da margem direita do rio Paiva que nasce em Faifa, na Serra de Montemuro a 1340 metros de altitude. Passa junto das aldeias de Outeiro de Eiriz, Eiriz (Parada de Ester), Ilha, Corgo de Água e Parada de Ester.
Próximo das aldeias de Eiriz e ilha, desagua um ribeiro que nasce em Mós, na Serra de Montemuro
 

A foz fica próxima de Nodar, mas no concelho de Castro Daire.